# 娘子军连歌
娘子军连歌，梁信词，黄准曲，创作于1959年。该曲是一首知名的革命歌曲，原为电影《红色娘子军》主题歌，影片是关于第二次国内革命战争时期海南红色娘子军的事迹的。

## 歌词
1970年舞台艺术电影芭蕾舞剧版本：
向前进，向前进。战士的责任重，妇女的冤仇深。砸碎鐵鎖鏈，翻身鬧革命。我們娘子軍，扛槍為人民。
向前进，向前进。战士的责任重，妇女的冤仇深。共产主义真，党是领路人。奴隶要翻身，奴隶要翻身。
向前進，向前進，向前進，奴隸要翻身，奴隸要翻身。
向前进，向前进。战士的责任重，妇女的冤仇深。砸碎鐵鎖鏈，翻身鬧革命。我們娘子軍，扛槍為人民。
向前进，向前进。战士的责任重，妇女的冤仇深。共产主义真，党是领路人。奴隶要翻身，奴隶要翻身。
向前進，向前進，向前進，战士的责任重，妇女的冤仇深。
向前进，向前进。战士的责任重，妇女的冤仇深。共产主义真，党是领路人。奴隶要翻身，奴隶要翻身。
向前进，向前进。战士的责任重，妇女的冤仇深。向前进，向前进。我們戰士責任重，奴隸要翻身。

1961年电影及1980年代及之后芭蕾舞劇版本：
向前进，向前进。战士的责任重，妇女的冤仇深。古有花木兰，替父去从军。今有娘子军，扛枪为人民。
向前进，向前进。战士的责任重，妇女的冤仇深。向前进，向前进。战士的责任重，妇女的冤仇深。
共产主义真，党是领路人。奴隶得翻身，奴隶得翻身。向前进，向前进。战士的责任重，妇女的冤仇深。
向前进，向前进。战士的责任重，妇女的冤仇深。古有花木兰，替父去从军。今有娘子军，扛枪为人民。
向前进，向前进。战士的责任重，妇女的冤仇深。向前进，向前进。战士的责任重，妇女的冤仇深。
共产主义真，党是领路人。奴隶得翻身，奴隶得翻身。向前进，向前进。战士的责任重，妇女的冤仇深。
向前进，向前进。我们战士责任重，妇女的冤仇深。